# 水洗式便所

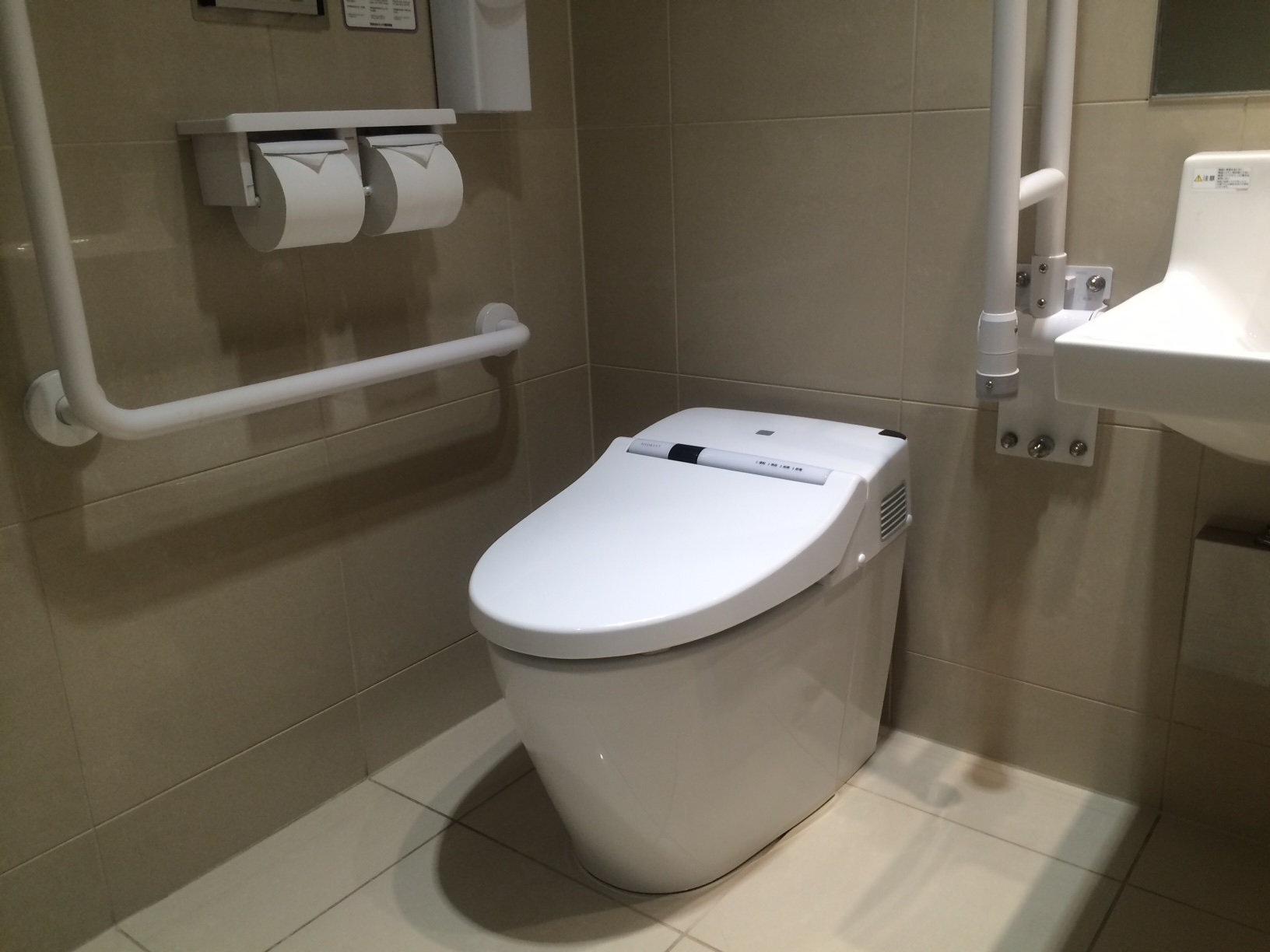
水洗トイレの一例（TOTOウォシュレット一体型便器）

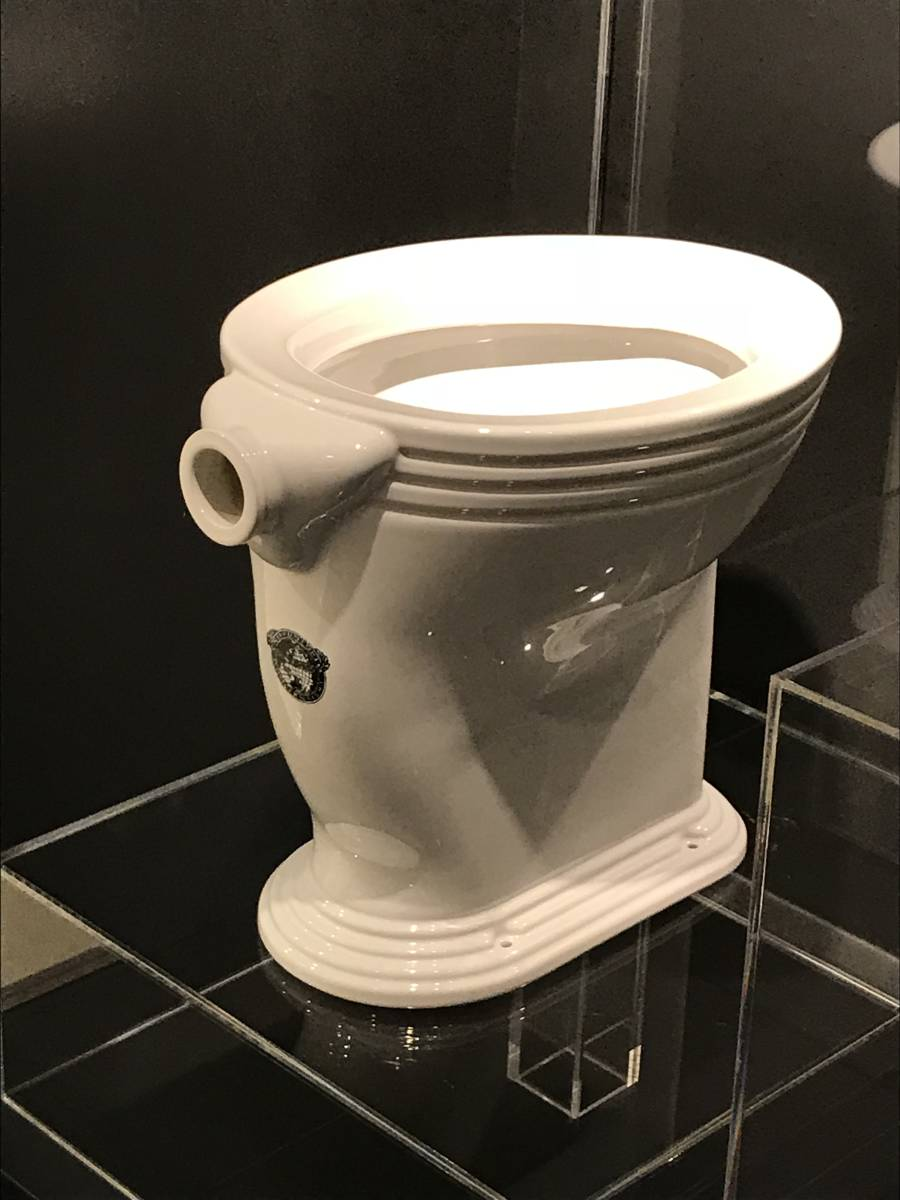
国産黎明期の水洗便器

水洗式便所（すいせんしきべんじょ）は便所の形態の一つ。または便所の洗浄方式を指す。水勢により、汚物を洗浄して衛生的に処分するための機能を持っている。本記事では主に便器の給排水機構やその種類について記す。便器についての詳細は便器記事を参照のこと。

## 歴史

### 日本

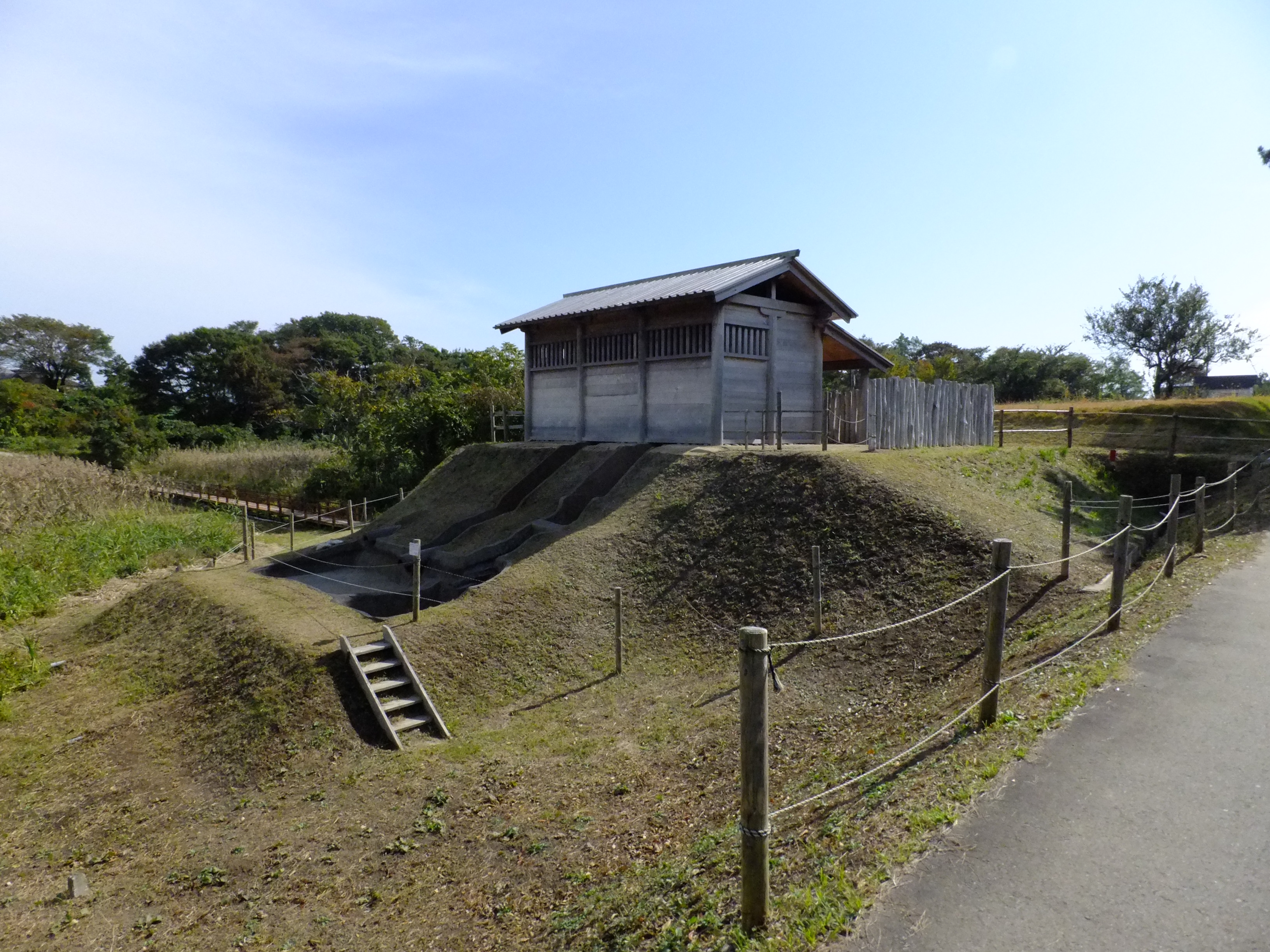
秋田城のトイレ遺構（復元）

- 奈良県の纒向（まきむく）集落では、勢いよく水が流れる溝を作り水洗トイレにしたとされている。
- 秋田城や藤原京の遺構から水洗トイレの跡が見つかっている。
- 戦国時代では、武田信玄が水洗トイレを使っていたとされる。信玄が用を足した後、鈴を鳴らすと家臣が水を流す方法であった。
- 高野山では平安時代より薬研式便所と呼ばれる水洗トイレが使われていた。谷川の水を生活用水として引き込み、さらにその水をトイレを経て川に流す方式で、トイレの下は常に水が流れている[1][2]。近代に入って高野山が観光地化すると水質汚濁が問題となり、昭和11年(1936年)11月21日に高野町の下水処理場が供用を開始したことによって廃止された。
- 近代期における水洗式便所は大正5年（1916年）に兵庫県尼崎市の石鹸会社が使用したのが初とされる[3]。

### 世界
- ローマ時代の遺跡からは、かなり広範囲にわたって水洗トイレの遺構が発見されている。
- インカ帝国の空中都市と呼ばれるマチュピチュからも遺構が発見されている。

## 洗浄方式
以下、大便器について詳述する。
もっとも簡易な普及品なのが洗い出し式、洗い落とし式であるが、構造上の欠点も多く、便器として性能が高いのは快適性や洗浄力を高めるべく開発された、サイホン式、サイホンゼット式である。汚物を水没させて便器の汚れ付着や臭気発散を防ぐ封水（溜まり水）の大きさ、洗浄力や排出力の強さと、背反となる洗浄水量の節減とが技術的課題である。
在来型の便器は便鉢外周の縁（リム）内に水を流し、その下部に幾つも設けられた孔から便器内に吐水するが、INAX（当時は伊奈製陶）の節水型タンク密結便器「カスカディーナ」以来、洗浄水の水勢を損なわずに効率的に便鉢洗浄する設計とするため縁水路を廃止しノズル吐水を行う構造が改良されてきた。さらに高級住宅向け便器として、洗浄、排出を電磁切り替えで行う水道直圧による節水便器の拡販が図られている。
洗浄水量は、洗い落とし式で10リットル前後、サイホンゼット式では13リットル（いずれも大洗浄）というのが一般的であったが、最近は大洗浄で8リットル、小洗浄では6リットル程度への節水化を果たした新型製品が品揃えされた。その契機となったのは、1978年から1年近くにわたって続いた福岡大渇水であった。福岡市ではこの大渇水を契機に、サイホン系であっても洗浄水量を10リットルにするよう条例で義務付けた。これに“地元”のTOTOがいち早く対応し、「福岡市専用」商品を発売した。その後全国でも渇水の影響が広がったことから、現在ではライバルメーカーを含め節水型を「基本商品」に位置づけて対応。更なる節水効果をうたった商品も販売されている。

### 洗い出し式（和式）
和式便器で一般的な方式であり、もっとも安価なものである。使用中は汚物をいったん便鉢部分にためてから、リム部および後部からの水勢のみで汚物を流す。便鉢奥側、金隠し下にトラップ（排水路の封水）があるが、手前側の便鉢部の溜水部が少なく汚物が空気に触れるため臭気が発散しやすく、汚れの付着も多い欠点がある。中央ヨーロッパやオーストラリアに洗い出し式腰掛便器もあり、通常だったが、その欠点の為に1990年代から減少傾向がある。

### 半トラップ式（和式）
排水口はJ字状で、排水管とは直接結ぶことはできず、傾斜のあるU字溝に流し落とす方法。排水路が短いため詰まり難い構造だが、便器の排水以後の保守点検が必要だった。便器後部に水溜りがあるために、外見上は洗い落とし式に非常に似ている。常時不特定の人が多く使う高速道路のサービスエリア・パーキングエリアの和風便器に長らく採用されていた。現在は通常の掃除口付床下給水和風便器が採用されており、改修工事などで急速に減少している。

### 洗い落とし式（腰掛式、和式）
和式便器にも存在しているが、特に腰掛便器普及品の洗浄方式である。便鉢に吐出された水勢のみで汚物を排出する。大きい洗浄音が発生しやすい。欠点としては封水面が小さいため、汚物が付着しやすいほか、座面と封水との落差から水のはね返りを気にする使用者も多い。なお、洗い落とし式の和式便器は、現在寒冷地対応品に存在する程度にとどまっている。

#### ネオボルテックス式(INAX)・ニューボルテックス式(TOTO)（腰掛式）
洗浄水の渦作用と水勢で流す方式。洗い落とし式の一種であるが、洗い落とし式の排出力の弱さを水流によって作る封水面の渦水流によって補う方式で、封水面も洗い落とし式より広い。便鉢はサイホン式より小さくなるが、洗い落とし式に比べ高い性能をサイホン式より少ない洗浄水量と低価格で実現し、あわせて狭小現場への対応を図ることを狙いINAXで開発された。タンク密結式の他に、一部公共用システムトイレ製品（壁掛式洋風便器）も発売されている。
2006年、INAXは溜水面を拡大した「ワイドボルテックス式」をマンションリフォーム用に導入した。マンション用の排水芯が高い（155mm）床上排水では、サイホン作用を作ることが難しいため、ネオボルテックス式をベースに大型便器に適した改良がなされた。TOTOも2006年（平成18年）10月にマンションリフォーム用に新しい洗浄方式を導入している。

### サイホン式（腰掛式）
屈曲した排水路により管内を満水させ、サイホン作用を起こさせることによって汚物を吸引して排出する方式。汚物がすぐ水中に沈むため、臭気が発散しにくい。大きな封水と強い排出力を持つ上位機種である。欠点として吸引時の空気巻き込みによる騒音発生があるが、現在の住宅新築用では主流となっている方式である。性能確保と節水、消音化との両立が技術課題である。

#### セミサイホン式(TOTO)（腰掛式）
サイホン式の一種であるが、便鉢や封水量を小さくし、洗浄水量の節減と低価格化、あわせて狭小現場への対応を図った方式である。
欠点は便鉢および便座の小さいこと、及び汚物がサイホン式と比べ付きやすいこと。

#### サイホンゼット式（腰掛式、和式）

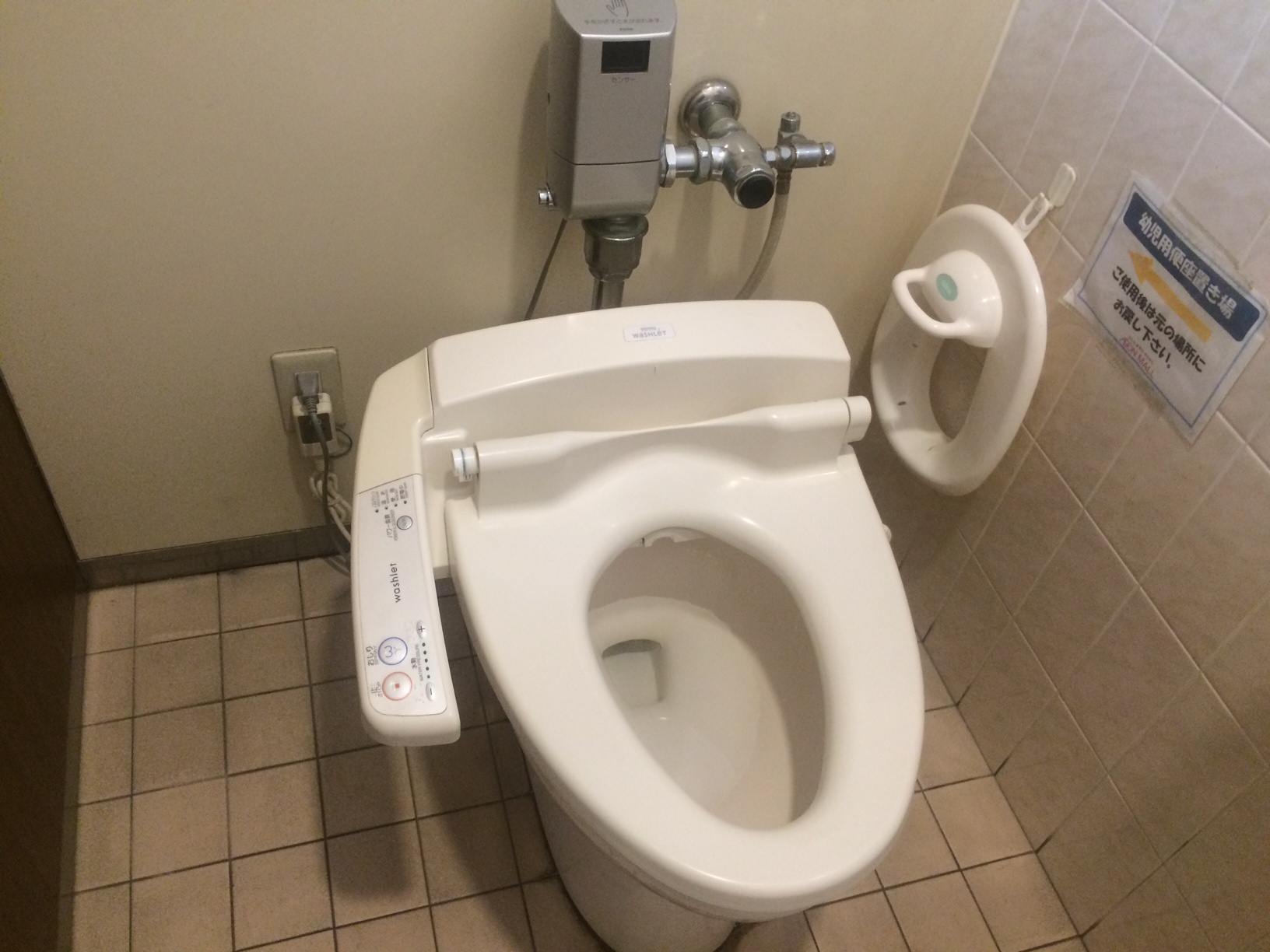
サイホンゼット式便器（幼児用簡易便座付属）

基本構造はサイホン式に準じるが、排水口近くにあるゼット孔からの水勢を利用し、より強力なサイホン作用を発生させて汚物を排出する方式。溜水面はかなり広く、汚れが付着しにくい。使用水量が多いため（1960年代は20リットル、のちに13リットル）、パブリック用では比較的以前から多く採用されていたが、住宅用では10リットル以下への節水化が進んだ1990年代以降に普及。使用水量はゼット孔からの水が7割を占め、上部からの水は3割程度である。

#### サイホンボルテックス式（腰掛式）
高級住宅向けのタンク一体型超消音便器として開発された方式で、便器の奥に一体化されたタンクから洗浄水を短時間に独特の窪みのついた便鉢の封水下へ吐出させ、落水音なく水位差をつくり、空気を巻き込まない渦作用の起こる便鉢形状によってサイホンを発生させ、空気を吸い上げることなく排出する。排水路の構造が複雑なため異物の詰まりやすい傾向があり、また大量の吐出水を確保するため洗浄水量はサイホンゼット式よりさらに多くなり、節水面、維持費用面の欠点となるが、強い排出力のほかサイホンゼット式よりさらに大きな封水面を確保でき、徹底して空気の巻き込みを排した洗浄騒音の静粛さが特徴である。タンクが便座とほぼ同じ高さにありローシルエットである。高級住宅、ホテルのほか、公共用にも静粛性が求められる場所で採用されている。

### ブローアウト式（腰掛式、和式）
強力な水勢のゼット孔をトラップ底面から排出口へ向かって設け、もっぱらその噴出力で汚物を排水路へ吹き飛ばし排出する方式。封水面が広く排出力が強い。サイホンゼット式と違い、サイホンを発生させず排出力は水勢のみで排水路の構造を直線化でき、特に異物の詰まりに強いが、その反面、水勢を強い噴流発生に集中させるため、便鉢流下水が少量となり洗浄力がやや弱いほか、構造上噴流が空気中に露出し騒音が非常に大きいのが欠点で、一定以上の水圧が必要なので、洗浄方式もフラッシュバルブに限られ住宅用には適さず、特に詰まり対策を期待する公共便所やシステムトイレで、近年腰掛式、和式とも採用が広がっている。

### 水道直圧式（腰掛式）
TOTO「ネオレスト」（同社は「シーケンシャルバルブ式」と呼ぶ）やINAX「サティス」（同社は「ダイレクトバルブ式」と呼ぶ）の洗浄方式で、サイホンゼット式に準ずる封水を持たせ、
1. 水流を便鉢に流下させ洗浄
2. 続いて排水路に噴流を流し排出
3. 排出後再び洗浄水を流下、便鉢の封水を復元する

一連のタイミングを電磁弁でコントロールして便器洗浄する節水型便器。2006年現在、大6リットル洗浄をいち早く実現している。汚物をゼット孔の噴出力のみで排出することからブローアウト式の一種といえるが（ただしTOTOでは「サイホンゼット式」の一種としている）、特有の騒音はゼット孔を排水路の深い位置に置くことや噴流の噴出時間を自動コントロールすることで抑制している。洗浄操作を自動化（センサー化）した操作性、ロータンクを廃止したデザイン性や節水性に優れるほか、貯水が不要となり連続使用も可能にするが、停電時は特殊な手動操作により洗浄しなければならないほか、一般に便鉢の洗浄力はサイホン式よりやや劣り（サイホン式は便鉢を100%の水流で洗うが、この方式の場合は70%程度）、水圧の低い場所では使用できないのが欠点である（INAXサティスは、水圧の低い場合にそれを補う低流動圧対応ユニットをオプションで用意している）。

#### ハイブリッドエコロジーシステム(TOTO)
水道直圧式をベースに小型タンクを組み合わせ、水道から直接流れてきた水はボール内の洗浄に、内蔵タンクからの水はポンプで加圧してゼット穴部分から勢いよく噴出させる新洗浄方式。これにより従来タンクレストイレが使えなかった水圧の低い場所（戸建て2階、マンションの高層階、高台など）でも使用可能になっている。2007年8月1日発売の「ネオレストハイブリッドAH」で採用。

### トルネード式(TOTO)（腰掛式）
便器のリム面からボウル面全体を水平方向に洗浄するトルネード水流と孔の位置を従来の封水部の屈曲部方向から左サイドに置き、孔から封水部縦方向に水流を発生させて汚物を排出するTOTOで新規に開発した洗浄方式。2006年10月2日に発売した壁排水専用便器「ピュアレストMR」で初採用された。発売当初は壁排水便器専用の洗浄方式であったが、2014年出荷分のGG-800から床下排水仕様で初めて採用された。ツイントルネード式よりも水流を出す孔を従来3か所から2か所に削減可能な事から、2015年以降出荷分から4.8Lを採用する便器を対象に仕様が切り替わり、現在は住宅用システムトイレやピュアレストシリーズで出荷されている。

#### ツイントルネード式(TOTO)（腰掛式）
トルネード式を基本とし、封水部垂直方向にトルネード水流を発生させて汚物を排出する床、壁排水に対応したTOTOの洗浄方式。従来のサイホン式と比べて吸引時の空気巻き込みによる騒音発生が一部を除いて大幅低減され、洗浄水量は4.8Lで洗浄するため、従来の13Lよりも8.2Lの節水に成功した。洗浄音は従来の超消音便器サイホンボルテックス式（洗浄水量16L）並みになった。結果、従来品と比べて節水、洗浄音の面で優れた洗浄方式となった。TOTOでは2010年4月1日に発売されたウォシュレット一体形便器「GG」に初採用され、同年8月2日発売された「ピュアレスト」シリーズ、手洗い付きウォシュレット一体型便器「GG-800」、住宅用システムトイレ「レストパルSX」にも採用された。孔の位置が封水部にも必要な事から、住宅用のみ製造コスト削減可能なトルネード式に順次切り替わり、現在はパブリック用のみ出荷されている。

#### ターントラップ式（パナソニック）（腰掛式）
水の流れを、洗浄→排出→水溜めの3ステップに分けて汚物を排出する方式。トラップを可動式とし、電気式制御を行う。パナソニック（旧：パナソニック電工）の高級機種にて採用されている。このタイプも大6リットルでの洗浄が可能。

### 6リットル便器(TOTO, INAX)（腰掛式）
INAXでは2006年より、大洗浄6リットル・小5リットルを実現した節水便器「eco6」（エコシックス）を発売している。現在の節水型サイホンゼット便器が限られた洗浄水量において排出性能確保をゼット孔吐出水に依存しており、便鉢流下水量を制約して洗浄力を低下させているとの反省に立ち、節水と便鉢洗浄力向上との両立を念頭に再設計された新系列である。ゼット孔を設けず、独自設計の分配管を介して洗浄水を吐出させる「まる洗い洗浄」を核にしたサイホン式（サティスアステオ・アメージュV・Pita）およびネオボルテックス式（アメージュC）と、「まる洗い洗浄」にゼット孔排出を併用した水道直圧式（サティス）との3種が品揃えされた。
TOTOも同年8月より、INAXサティス競合品のネオレストで大6リットル・小5リットル・男子小4.5リットル洗浄の新シリーズを発売した。さらに11月からは、ピュアレストシリーズやウォシュレット一体型便器:Zシリーズ、住宅用システムトイレ:レストパルSXなどのロータンク式サイホンゼット便器で便器内部構造の改良により6リットル洗浄を実現している。

## 給水の形態
水洗便器と給水装置の関係については、よく自動車に例えられて説明される。水洗便器がボディーとすれば給水装置はエンジンに相当し、両者一体となって初めて十分な機能を発揮することが出来、給水方式や給水装置機種の違い次第で同じ便器でありながら性能や特性が違ってくる等、便器と給水装置の組み合わせの選択は重要となる。

### フラッシュバルブ式
高圧の水道管に直接取り付けられたバルブで、バルブ操作後一定時間（約10秒）水が流れて自動に止まる機能があり、便器に給水する洗浄水の水圧や流量等の水流の出力を制御するバルブである。
簡便でコンパクト、かつ使用水量も少なく高水圧で便器洗浄が出来、連続使用が可能という利点がある反面、25A以上の給水管径が必要、給水圧力が0.07 MPaより低いと正常に作動せず使えない上、フラッシュバルブ動作時の流水音が大きい。大便器用フラッシュバルブ(特に和式)の場合、起動弁のレバー棒が足で踏まれて操作される事が多く故障や衛生面で問題があるという欠点がある。また凍結による破損にも弱いため、流動弁を設けて凍結防止対策をした寒冷地用フラッシュバルブも存在する。
日本ではデパート、ホテル、オフィス、駅などの商業施設や工場、あるいは学校などの連続使用が求められるさまざまな水洗便所で多用されている。
その反面、一般住宅での採用は少なく、戸建住宅では一般的に給水管径が13A、15A、20Aであり、給水圧力も0.07 MPaに満たない事も多く、大便器用フラッシュバルブを使用することが出来ず、屋上などに受水槽からの高置水槽を設置し、25A以上の給水管径と水圧を確保できる集合住宅や、特殊的に25A以上の給水管を導入して給水圧力を確保した一部の戸建住宅に僅かに設置されている程度である。しかしそれでも、簡易水洗便器の場合は、一般的な住宅の便所でも採用されることがある。

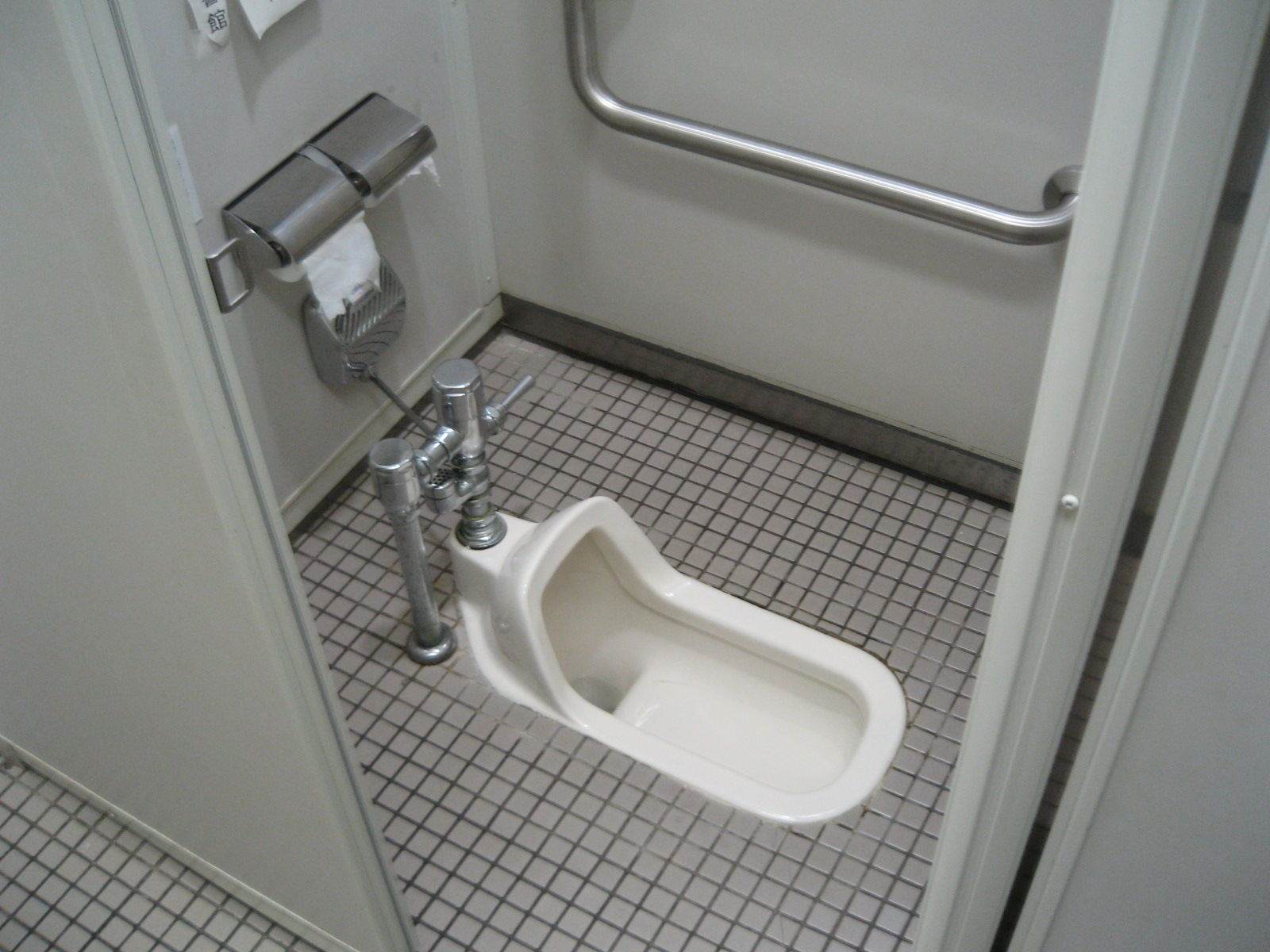
レバーペダル手動フラッシュバルブ給水の和風便器

### タンク式
専用のタンクにあらかじめ注水しておき、バルブ操作によって洗浄水を放出する方式である。タンクに一定量の水を貯える方法はいくつかあるが、主にボールタップによりタンクに水を貯め、タンクから便器への排水はフロートバルブを使用する方法が一般的でフロートバルブにはボールタップ故障時のタンクからの水の溢れを逃す為のオーバーフロー逃し管（溢水管）が繋がっている。タンクの形状や配置によっていくつか種類がある。タンク式の場合満水になるまで（約60秒以上）次の洗浄が出来ない欠点があるため、公共施設などの利用者が多いトイレではフラッシュバルブが採用されることが多い。
戸建住宅では一般的に給水管径、水圧も不足するために、大便器用フラッシュバルブを使用することが出来ず、タンク式がほとんどを占めている。
タンク式では給水圧や給水管径を問わられずに様々な環境で水洗便所を設置出来る長所がある反面、占有する面積が大きく、タンクが満水になるまで次の洗浄が出来ない為に連続洗浄が出来ない、便器の洗浄にフラッシュバルブのような高水圧が得られなく便器の機種によってはタンク式には組み合わせ出来ない機種もある等の短所があり、最近ではこれらの問題を解決しタンク式の長所とフラッシュバルブ式の長所を取り合わせたフラッシュタンク式が新たにラインナップされている。

タンクの構造
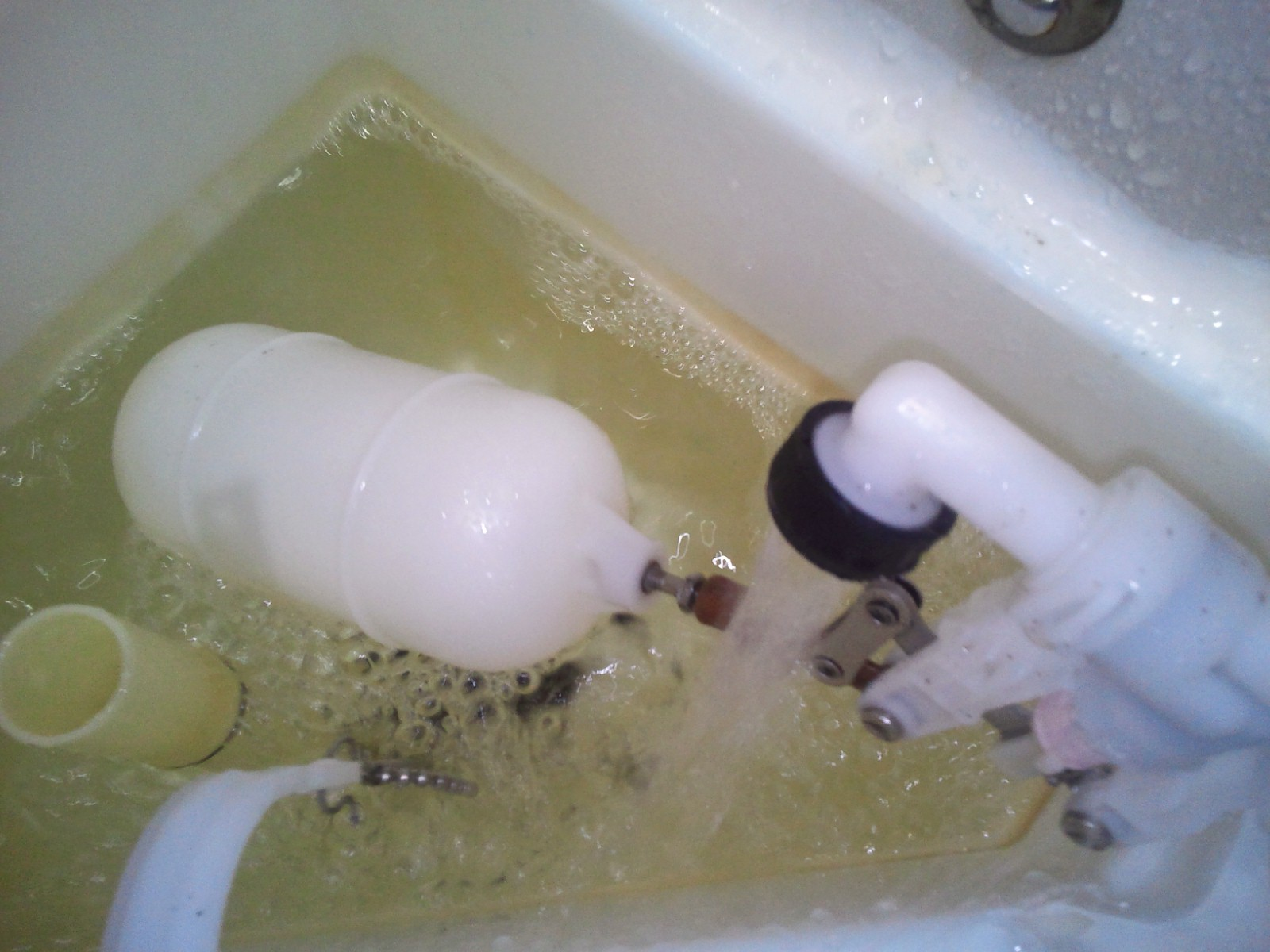
ボールタップによる給水の様子

#### ハイタンク式

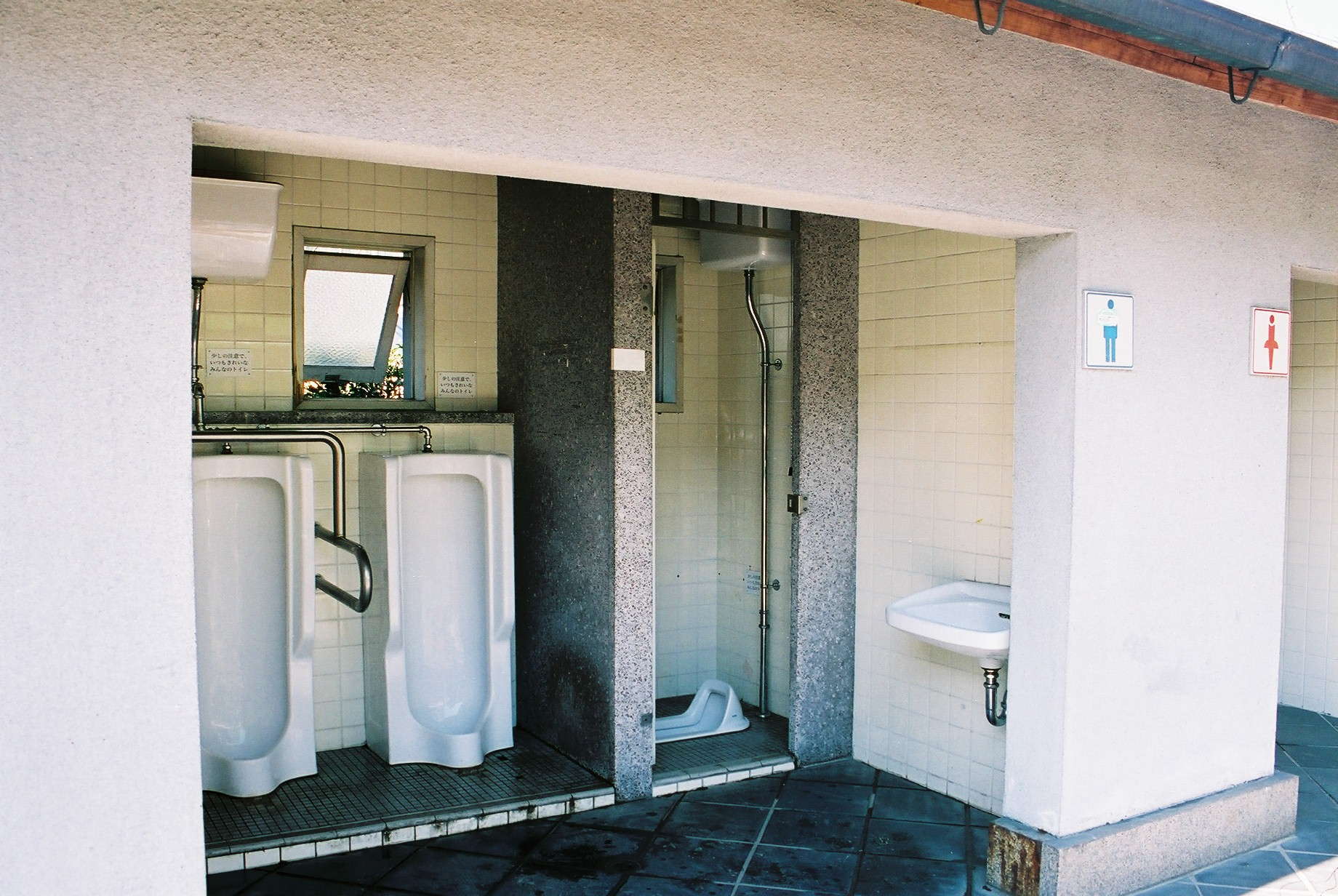
大便器、小便器共にハイタンク洗浄のトイレ

天井に近い位置にタンクを置き、水を貯めて、鎖紐を引き下げ操作して、サイホン作用を起こすことで排水が起動し、給水管を経て床面の便器へ給水する方式。8時だョ!全員集合のコントシーンを連想させることから、俗にドリフ式とも呼ばれる。かつては落差が大きい方が洗浄力で有利とされていたことから、戦前期から昭和50年代中ごろまで圧倒的多数を占めていた。しかし、メンテナンス性の悪さ、設置時の制限、イニシャルコストが高い、現代の一般的なロータンク式と比べると節水性が劣ることが多い、などの欠点があったため、以降は急速にロータンク式へと置き換えられた。現在は既存の旧い建物でわずかに見られる。また、水道圧が確保できない際に、押しボタンで遠隔操作するバルブを使用して見かけだけ直圧式にした隠しハイタンクが若干だが存在する。陶器の他に、日本での水洗便所普及初期や、戦時中などに木製のタンクが製造されていた。木製のタンクは内壁に銅板が張り詰められ防水されていた。
なお、INAX（のちのLIXIL）では、2010年までにハイタンク（本体、部品とも）の製造および発売を終了しており、TOTOも2012年3月をもって、ハイタンク（本体、部品とも）の製造および発売を終了した。アサヒ衛陶、ジャニス工業もそれに前後して製造を終了している。
日本の法人では、折原製作所とカクダイの2社だけが現在も生産・発売を継続している。同社は“トイレざます ここでもう一度ハイタンクという選択肢”というコピーで新規設置向けハイタンクトイレセットを販売している。
どうしても給水機構による占有面積が生じるワンピース式トイレに比べて、垂直方向を利用して給水機構をオフセットできることから、水平面では他の方式より占有面積が少なくて住むこと、便器周囲に余計な付属物が生じないため手すりなどの補助具が取り付けやすいことなど、再評価すべき点もあげられる。

#### ロータンク式
便器のすぐ上、人間の腰元程度の高さにタンクを置き、直下の便器へ給水する方式。タンク上部を洗面器にしておき、給水される水を手洗いに使用することもできる。かつては便所の室内のコーナーに壁かけ、ハイタンク式同様給水管で便器と接続する隅付ロータンクが主流だったが、ハイタンク式が新たに作られなくなり互換性の必要がなくなったこと、ステンレスまたは真鍮のパイプが露出することに対する美観の問題、占有する面積が大きくなることなどから、便器の真上にタンクを載せた密結形が主流となった。その後、昭和60年代から近年まで戸建住宅水洗便所のほとんどを占めた。これらのロータンク式ではタンクの上部にはタンクの蓋の代わりに手洗い器を兼ねている水盆を置き、タンクの給水の一部の水が水盆上の手洗い部に出て来て、手を洗った水を便器の洗浄用に再利用するようにした仕組みである。この場合、節水効果が得られるだけではなく、トイレ内に個別に手洗い器を設けることを省略でき、しかも工事代も安く抑えることができるためにトイレを広く使用することができることから住宅や限られたスペースの狭い空間のトイレで広く採用されており、この形態は日本特有の方式である。便器の汚れ防止、除菌、便器〜配管の尿石防止付着のための薬剤を便器に供給するために薬剤をタンク内に投入したり、タンク上部手洗い用水盆部に薬剤を置いて薬剤を溶解させ便器洗浄水に薬剤を添加する場合が多い。これらは青色や緑色で着色されている薬剤も多く、洗浄をすると便器に青色や緑色の水が流れる。またこれらの洗浄薬剤は芳香剤も含んでいることも多く芳香剤代わりに薬剤を投入することも多い。

#### フラッシュタンク式

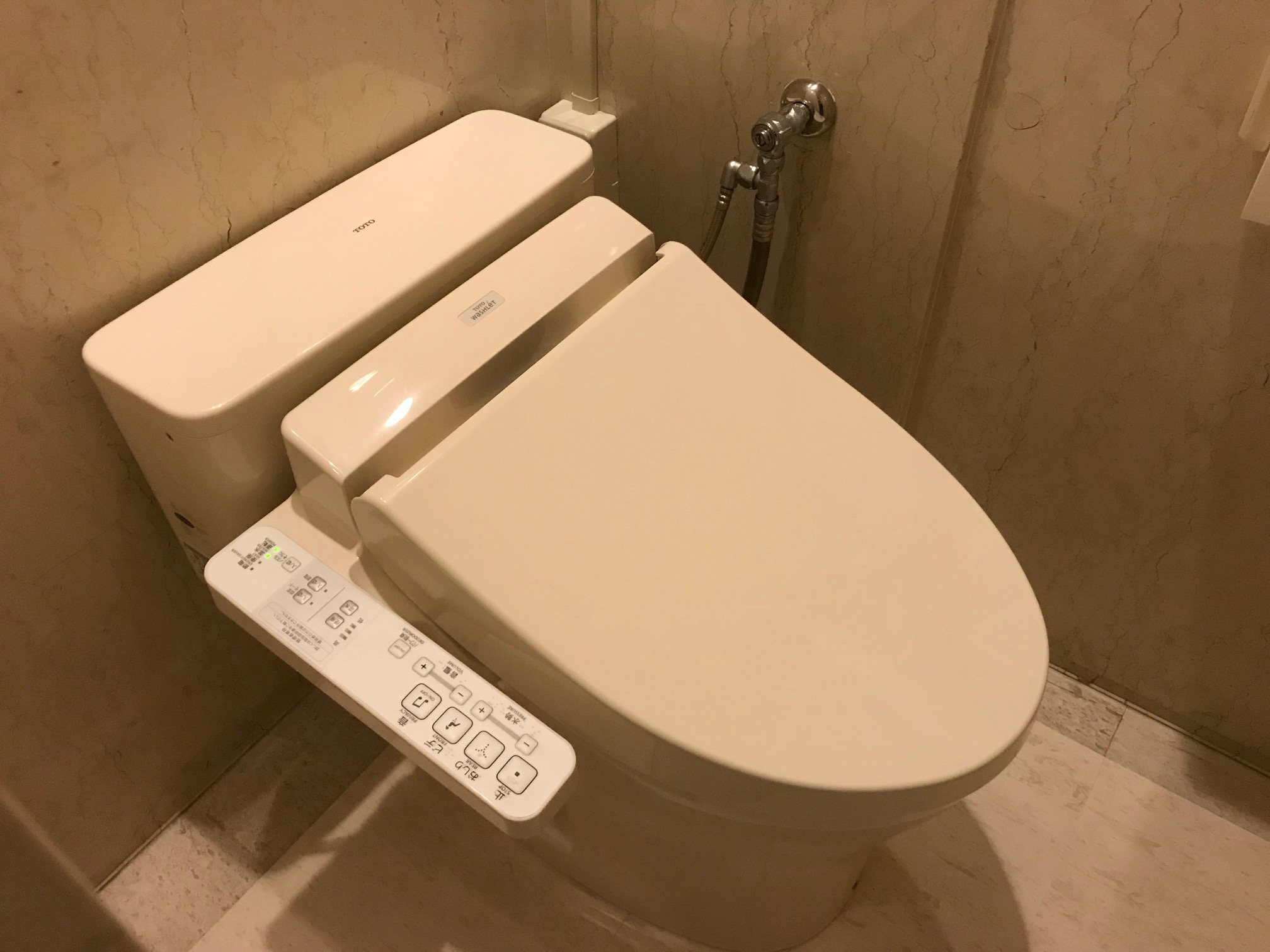
フラッシュタンク式

TOTOが開発したフラッシュタンク式は、タンク式と同じ口径（呼び径※215A）の給水管からの水流をタンク内で増幅し、約4倍の水流にして便器洗浄を行い、タンクの貯水時間を大幅に短縮し、フラッシュバルブ式と同等の連続洗浄が可能であり、電源不要の新しい洗浄システム。
パブリックトイレでは一般的なフラッシュバルブ式に比べて、省施工化が図れるだけでなく、給水設備（配管とポンプ）のサイズダウンが可能で、建物の省資材化も図れ、次の洗浄まで約60秒かかるタンク式と比べて、約20秒で次の洗浄が可能なので、飲食店などのトイレの混雑緩和につながる。さらに、一般的なタンク式大便器より奥行が約60 mmコンパクトであり、トイレ空間が広く使え、事務所、店舗、学校、病院、高齢者施設などフラッシュバルブが使えなかった現場でも連続洗浄が可能で、さらにフラッシュバルブのように施工時にバラバラな部品をミリ単位で施工精度も必要とせずワンタッチで施工が出来、便器は新しい「トルネード洗浄」が採用され、4.8リットルと超節水化が可能な最新のシステムで最近施工された施設から普及されはじめている。

## その他の水洗便所
トンネル式便所 - 非水洗便器が使用され、便器の半分又は全体に穴が開いており、一見すると汲み取り式に見えるが、便器の下には横に流れる管が配管され、横に流れる管には常時水が流れており、横に流れる管から下水道に流す方式。一部のトンネル式便所では最上流部の個室のみが普通の洗い出し水洗便器が設置され、その排水力で下流の非水洗便器を使った個室下に落ちた汚物をより強力に流すトンネル式便所も存在する。暗渠式便所、薬研式便所、また俗に水洗ボットンとも呼ばれる。